# Cryptoblepharus richardsi
Espèce
Cryptoblepharus richardsi est une espèce de sauriens de la famille des Scincidae.

## Répartition
Cette espèce est endémique de l'île de Misima dans les Louisiades en Papouasie-Nouvelle-Guinée.

## Étymologie
Cette espèce est nommée en l'honneur de Stephen J. Richards.

## Publication originale
- Horner, 2007 : Systematics of the snake-eyed skinks, Cryptoblepharus Wiegmann (Reptilia: Squamata: Scincidae) - an Australian based review. The Beagle Supplement, vol. 3, p. 21-198.